# MesterMűvek (könyvsorozat)
A MesterMűvek a Delta Vision 2011-ben indult könyvsorozata, amelyben a fantasy és science-fiction irodalom klasszikus szerzőinek műveit adják közre.

## Klasszikusok
1. Robert E. Howard: Kull király és az ősök - Conan testvérei I.
2. M. R. James: Szellemjárás Angliában
3. Jack London: Kóbor csillag
4. Robert E. Howard: Bran Mak Morn és a piktek - Conan testvérei II.
5. Arthur Conan Doyle: Jobb nem firtatni
6. M. R. James: Sötét örökség
7. Robert E. Howard: Cormac Mac Art és a vikingek - Conan testvérei III.
8. Clark Ashton Smith: Gonosz mesék
9. Robert E. Howard: Fekete Turlogh és a kelták - Conan testvérei IV.
10. Abraham Merritt: Istár hajója
11. Clark Ashton Smith: Sarki regék

## Science fiction
1. Ursula K. Le Guin: A rege
2. Piers Anthony: Khton
3. Alfred Bester: Tigris! Tigris!
4. Alfred Bester: Az Arcnélküli Ember
5. Orson Scott Card: Fhérgek
6. Stanley G. Weinbaum: Kalandok a Naprendszerben

## Fantasy
1. Orson Scott Card: A kegyelem ára
2. Jo Walton: A király békéje
3. Jack Vance: Rhialto, a Csudálatos
4. Orson Scott Card: Bűvölet
5. Jo Walton: A király neve

## Dark
1. Kornya Zsolt (szerk.): Carcosa árnyai (2015)
2. Kornya Zsolt (szerk.): Sejtelmes történetek (2020)

## Történelmi
1. Arthur Conan Doyle: A Fehér Sereg
2. Arthur D. Howden Smith: Szürke Hajadon
3. Arthur Conan Doyle: Sir Nigel